# Robert Walpole (10e baron Walpole)
Pour les articles homonymes, voir Walpole.
Robert Horatio Walpole, 10e baron Walpole (né le 8 décembre 1938 et mort le 8 mai 2021) est un homme politique britannique et ancien membre de la Chambre des lords.

## Biographie
Walpole est un parent de Robert Walpole, le premier Premier ministre britannique. Il est le 10e et 8e baron Walpole (de deux créations différentes).
Il fait ses études au Collège d'Eton et au King's College, Cambridge, où il reçoit un BA et un MA. Il siège au Conseil du comté de Norfolk pendant onze ans, de 1970 à 1981.

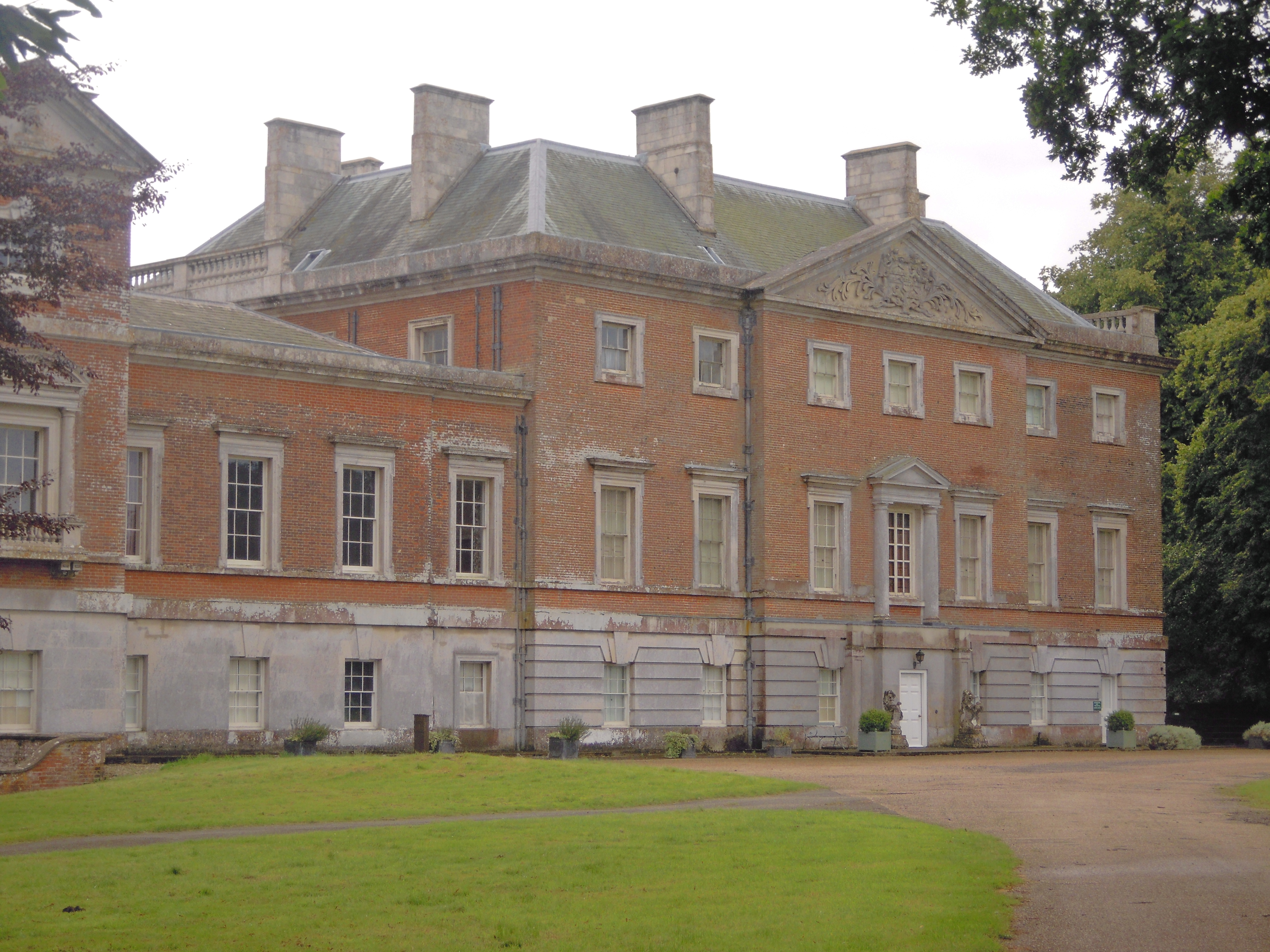
Wolterton Hall

Il entre à la Chambre à la mort de son père en 1989. Il est un crossbencher et est élu en interne pour continuer à servir après la House of Lords Act 1999. Il prend sa retraite du Parlement le 13 juin 2017, et Richard Gilbey (12e baron Vaux de Harrowden) est élu pour le remplacer.
Son héritier est Jonathan Robert Hugh Walpole (né le 16 novembre 1967), écrivain; il a quatre autres enfants dont Alice Walpole (en), diplomate, de sa première épouse Judith Schofield, devenue Judith Chaplin (en). Leur mariage est dissous en 1979. En 1980, Walpole épouse Laurel Celia Ball avec qui il a trois autres enfants.
En avril 2016, il vend Wolterton Hall, la maison commandée par son ancêtre le 1er baron Walpole en 1742, où lui et son père ont vécu. Il habite à proximité à Mannington Hall (en), une maison appartenant à sa famille depuis le XVIIIe siècle.